# Juan Gabriel Valdés
Juan Gabriel Valdés Soublette (Santiago, 2 de junio de 1947) es un político y diplomático chileno, exministro de Relaciones Exteriores durante el último año de gobierno del presidente Eduardo Frei Ruiz-Tagle. En la presidencia de Ricardo Lagos, sirvió como representante de Chile ante la Organización de las Naciones Unidas (ONU), desde 2000 hasta 2003. Posteriormente fue designado como embajador de Chile en los Estados Unidos, bajo el segundo gobierno de Michelle Bachelet.

## Biografía
Hijo de Gabriel Valdés Subercaseaux y Sylvia Soublette de Valdés, realizó estudios de derecho en la Pontificia Universidad Católica de Chile. Entre 1970 y 1973 siguió cursos de ciencias políticas en la Universidad de Essex, Inglaterra, donde obtuvo el grado de Master of Arts en Estudios Latinoamericanos. Entre 1973 y 1976 realizó estudios de doctorado en Ciencias Políticas en la Universidad de Princeton en los Estados Unidos, donde recibió su doctorado.
En 1976 trabajó en el Institute for Policy Studies de Washington como investigador ayudante del excanciller Orlando Letelier. En 1976 dejó los Estados Unidos para radicarse en México, donde trabajó activamente en las organizaciones del exilio chileno y contribuyó a fundar, junto a Juan Somavía, el Instituto Latinoamericano de Estudios Transnacionales (ILET). Entre sus actividades se contó la de ser profesor de relaciones internacionales del Centro de Investigación y Docencia Económica (CIDE).
Retornado a Chile, en 1982, dirigió la sede local de dicho instituto, publicando diversos estudios sobre relaciones exteriores y procesos de globalización. 
En 1986 y 1987, fue investigador visitante de las universidades de Notre Dame, Indiana y Princeton, donde terminó su estudio de tesis de doctorado sobre la Universidad de Chicago en Chile. El texto fue publicado en Buenos Aires y luego en los Estados Unidos por Cambridge University Press, bajo el título Pinochet's economists, the Chicago School in Chile.
En 2025, la Universidad Academia de Humanismo Cristiano le otorga la distinción de doctor honoris causa.

## Carrera política

### Actuar durante la dictadura militar
Desde inicios de los años ochenta participó en Convergencia Socialista, que llevó a la confluencia del MAPU, su partido original, con el Partido Socialista de Chile.
Miembro de los directorios de las revistas Análisis y APSI, en 1988 participó activamente en la preparación de la campaña para el plebiscito de 1988 asumiendo la responsabilidad de conducir, junto a Patricio Silva Echenique, la campaña de televisión de la opción No.

### Retorno a la democracia
Durante el Gobierno del presidente Patricio Aylwin fue designado embajador en España. A su retorno a Chile fue nombrado jefe de la División Internacional del Ministerio de Hacienda, posición desde la cual condujo las negociaciones comerciales de Chile con Canadá, y el inicio de la negociación para el ingreso de Chile al Tratado de Libre Comercio de las Américas.
Durante el gobierno de Eduardo Frei Ruiz-Tagle ocupó los cargos de director general de Relaciones Económicas Internacionales del Ministerio de Relaciones Exteriores —que desempeñó entre octubre de 1996 y julio de 1999— y ministro de Relaciones Exteriores. Su gestión estuvo marcada por el arresto en Londres del exdictador Augusto Pinochet. Su postura frente al caso fue la misma que su antecesor, José Miguel Insulza; esto es, la de defender la territorialidad penal y que, por lo tanto,  Pinochet sólo podía ser juzgado en Chile por los hechos que hubieran acaecido allí. Logró su cometido, y el ministro inglés Jack Straw liberó al militar por razones humanitarias el 2 de marzo de 2000.
Durante el Gobierno de Ricardo Lagos, fue designado representante permanente de Chile frente a las Naciones Unidas, cargo desde el que durante el año 2003 debió encabezar en el Consejo de Seguridad la postura de oposición de su Gobierno a la resolución que autorizaba el ataque militar contra Irak. Ese mismo año pasó a desempeñarse como embajador en Argentina.
En agosto del 2004 aceptó la decisión del secretario general de las Naciones Unidas por la que se le concedió la conducción de la Misión de Estabilización de las Naciones Unidas en Haití, cargo del cual desistió en junio de 2006 luego de haberse realizado las elecciones presidenciales de dicho país.
Luego dirigió el Proyecto Chile-Imagen País y la Fundación Imagen de Chile, entidad que depende directamente de la Presidencia de la República. En septiembre de 2008 fue nombrado jefe de la comisión de la Unión de Naciones Suramericanas (Unasur) conformada para apoyar a Bolivia.
Tras el terremoto de Haití de 2010, fue nombrado delegado presidencial por la presidente Michelle Bachelet para liderar la entrega de ayuda humanitaria a dicho país.
En 2013 intentó sin éxito alcanzar la nominación de su tienda para competir por un cupo en el Senado en representación de la Región de Los Ríos, el cual quedó finalmente en manos del diputado Alfonso de Urresti tras una elección primaria interna.
En 2014 fue nombrado embajador en los Estados Unidos por la presidenta Michelle Bachelet en el marco de su segundo gobierno. Posteriormente en septiembre de 2017, Bachelet asumió como miembro de la Junta Asesora de Alto Nivel sobre Mediación de la ONU. Sin embargo, un año después, la exmandataria tuvo que dejar su cargo para convertirse en la nueva alta comisionada de Derechos Humanos. El puesto que dejó vacante Bachelet, no obstante, fue ocupado por Valdés, el 17 de enero de 2019.
En 2022, fue nuevamente nombrado como embajador de Chile en los Estados Unidos, esta vez por el presidente Gabriel Boric.

### Condecoraciones extranjeras
- Gran Cruz de la Orden de la Cruz del Sur ( Brasil, 1999).

## Historial electoral

### Primaria senatorial del PS por Los Ríos de 2013
| Candidato                     | Partido                     | Votos | %     | Resultado |
| ----------------------------- | --------------------------- | ----- | ----- | --------- |
| Alfonso de Urresti Longton    | Partido Socialista de Chile | 6452  | 66,15 | Candidato |
| Juan Gabriel Valdés Soublette | Partido Socialista de Chile | 3121  | 33,85 |           |